# Ghinda
Ghinda albo Ginda – miasto w środkowej Erytrei, w Regionie Północnym Morza Czerwonego; 11 900 mieszkańców (2006). Ośrodek przemysłowy.